# Divinolândia de Minas
Divinolândia de Minas est une municipalité brésilienne de l'État du Minas Gerais et la Microrégion de Guanhães.